# 弗里茨·马赫卢普
弗里茨·马赫卢普（英語：Fritz Machlup，1902年12月15日—1983年1月30日），奥地利裔美国经济学家，最早提出知识经济概念的学者之一。
马赫卢普注意到一些货币当局热衷于增加其所管理的货币储备。他把货币当局这种追求货币储备最大化的行为，比喻为他太太对衣橱中更多新衣服的追求。后人将这种现象戏称为“马赫卢普夫人的衣橱(Mrs. Machlup's Wardrobe)”。